# Verchnedneprovskij
Verchnedneprovskij (in russo Верхнеднепровский?) è un insediamento di tipo urbano dell'oblast' di Smolensk, in Russia; è situato nel distretto Dorogobužskij.
Si trova a 7 km dal centro distrettuale di Dorogobuž.